# Переход металл-диэлектрик
Переходы металл-диэлектрик относятся к изменению транспортных свойств проводящего материала в зависимости от уровня беспорядка и взаимодействия. Материалы могут быть классифицированы как металлы, материалы с хорошей проводимостью, и как диэлектрики, где проводимость носителей тока подавлена. В некоторых материалах, особенно полупроводниках, изменяя окружающие условия, например, давление или затворное напряжение можно изменить транспортные свойства от металлического до диэлектрического или наоборот. Для демонстрации перехода обычно измеряют удельного сопротивление ρ как функцию температуры при нескольких значениях независимого параметра a, относительно которого демонстрируется переход металл — изолятор. Наклон производной {\displaystyle \left({\frac {\partial \rho (T,a)}{\partial T}}\right)_{a}>0} — для металла и {\displaystyle {\frac {\partial \rho }{\partial T}}<0} — для изолятора. Соответственно точка при формальном абсолютном нуле температуры (в эксперимента наименьшая достижимая температура) соответствует точке перехода.
Переходы металл-диэлектрик могут происходить тремя способами. Легирование материала может приводить к изменению электронной структуры, создавая или наоборот устраняя запрещённую зону. Электрон-электронное взаимодействие может также привести к появлению запрещённой зоны в проводнике, так называемой щели Мотта — Хаббарда. Неоднородность в химическом составе может привести к сильной локализации, которая запрещает проводимость. Этот вызванный беспорядком переход металл-диэлектрик возможен даже без запрещенной зоны.